# Challenger de Palermo
EL Sicilia Classic es un torneo profesional de tenis. Pertenece al ATP Challenger Series. Se juega desde el año 2009 sobre pistas de tierra batida, en Palermo, Italia.

## Palmarés

### Individuales
| Año  | Campeón        | Finalista            | Resultado          |
| ---- | -------------- | -------------------- | ------------------ |
| 2011 | Carlos Berlocq | Adrian Ungur         | 6–1, 6–1           |
| 2010 | Attila Balázs  | Martin Fischer       | 7–6(7–4), 2–6, 6–1 |
| 2009 | Adrian Ungur   | Albert Ramos-Viñolas | 6–4, 6–4           |

### Dobles
| Año  | Campeones                         | Finalistas                                   | Resultado        |
| ---- | --------------------------------- | -------------------------------------------- | ---------------- |
| 2011 | Tomasz Bednarek Mateusz Kowalczyk | Alexander Bury Andrei Vasilevski             | 6–2, 6–4         |
| 2010 | Martin Fischer Philipp Oswald     | Alessandro Motti Simone Vagnozzi             | 4–6, 6–2, [10–6] |
| 2009 | Martin Fischer Philipp Oswald     | Pierre-Ludovic Duclos Rogério Dutra da Silva | 4–6, 6–3, [10–5] |